# Woodrow & Company

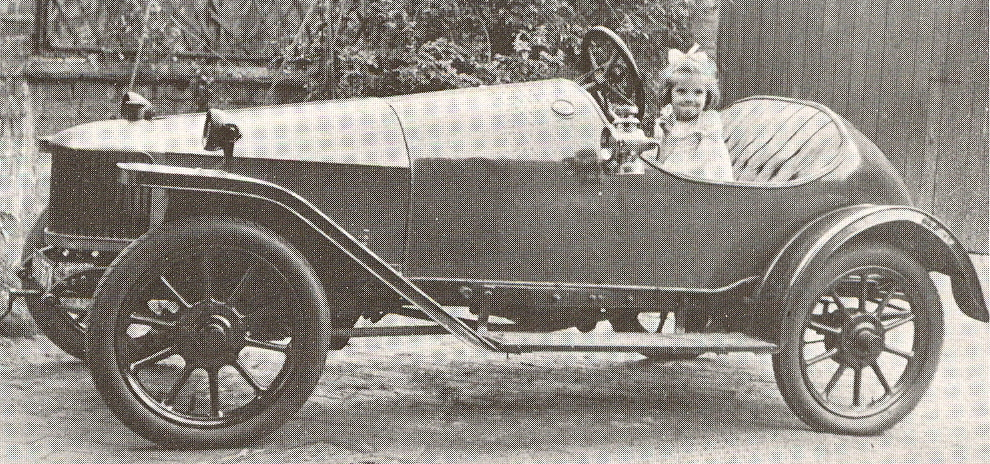
Woodrow 8 hp (1913)

Woodrow & Company war ein britischer Hersteller von Automobilen, der in Stockport (Cheshire) ansässig war. Zwischen 1913 und 1915 stellten sie zwei verschiedene Modelle, 8 hp und 10 hp, her.
Die 1913 gefertigten Wagen waren mit luft- oder wassergekühlten V2-Motoren von J.A.P. mit 964 cm³ Hubraum, einem Dreiganggetriebe und einer Kette zur Hinterachse ausgestattet. Anders als bei anderen Kleinwagen dieser Zeit war in die Hinterachse ein Differential eingebaut. 1914/15 wurden diese Motoren durch einen größeren Motor ergänzt, der einen Hubraum von 1090 cm³ besaß, nur mit Wasserkühlung erhältlich war und von Precision zugeliefert wurde. Es gab auch eine Sportversion mit einer langen, nach vorne spitz zulaufenden Motorhaube. Die Woodrow war für seine Klasse mit einer Länge von 3302 mm und einer Breite von 1219 mm sehr groß. Das Gewicht betrug 356 kg und lag damit über dem Limit der Cyclecars.

## Modelle
| Modell | Bauzeitraum | Zylinder | Hubraum  | Radstand     | Länge   | Breite  |
| ------ | ----------- | -------- | -------- | ------------ | ------- | ------- |
| 8 hp   | 1913–1915   | 2 V      | 964 cm³  | 2134–2286 mm | 3302 mm | 1219 mm |
| 10 hp  | 1914–1915   | 2 V      | 1090 cm³ | 2134 mm      | 3302 mm | 1524 mm |